# Б'єрклевен
«Б'єрклевен» (швед. IF Björklöven) — хокейний клуб з м. Умео, Швеція.

## Досягнення
- Чемпіон Швеції (1): 1987.

## Історія
Шведський професійний хокейний клуб з Умео був заснований 15 травня 1970 року. П'ятнадцять сезонів клуб відіграв у вищому дивізіоні. У 1987 році стали вперше та єдиний раз чемпіонами Швеції.
З 2001 по 2010 «Б'єрклевен» виступав у другому за значенням лізі грав у Аллсвенскані. Наприкінці сезону 2009/10 клуб через економічні проблеми був оголошений банкрутом та незважаючи на рятівне дванадцяте місце був позбавлений ліцензії та переведений до першого Дивізіону. Через два сезони клуб повернувся до Гокейаллсвенскан (сезон 2012/13).
Відомі гравці що виступали за клуб: Калле Юганссон, Ульф Дален, Торі Еквіст та близнюки Патрік Сундстрем і Пітер Сундстрем.
Команда виховала чимало відомих хокеїстів, серед них, зокрема Александер Гельстрем, Александер Сундстрем, Патрік Невалайнен, Даніель Рахімі та Крістофер Берглунд.

## Закріплені номери
- № 9 Александрс Бєлявскіс
- № 17 Патрік Сундстрем
- № 23 Рогер Гегглунд
- № 9 Туре Енквіст